# Narve Ingevaldinpoika Römer
Narve Ingevaldinpoika Römer, död efter 1383, var en norsk riddare. 
Han är känd för sitt försvar av Åbo slott mot Albrekt av Mecklenburg 1363-1365. 